# 柳たかを
柳 たかを（やなぎ たかを、1949年 - ）はイラストレーター、社団法人日本漫画家協会会員。本名、柳 隆雄。宝塚大学教授。1949年大阪府東成区生まれ。1972年立命館大学文学部史学科卒業。公益社団法人日本漫画家協会会員。

## 主な受賞歴
- 1983年 「風刺とユーモアの館」(ブルガリア)ユネスコ特別賞[1]
- 1985年 第5回読売国際漫画大賞グランプリ受賞[1]
- 1987年 第8回読売国際漫画大賞優秀賞
- 1988年 第10回ポーランド国際漫画展入選
- 1990年 読売広告大賞(住まい部門)優秀賞[1]
- 1991年 第5回読売ユーモア広告賞優秀賞
- 1992年 第14回読売国際漫画大賞優秀賞
- 1996年 黒潮マンガ大賞佳作[2]